# Masonite

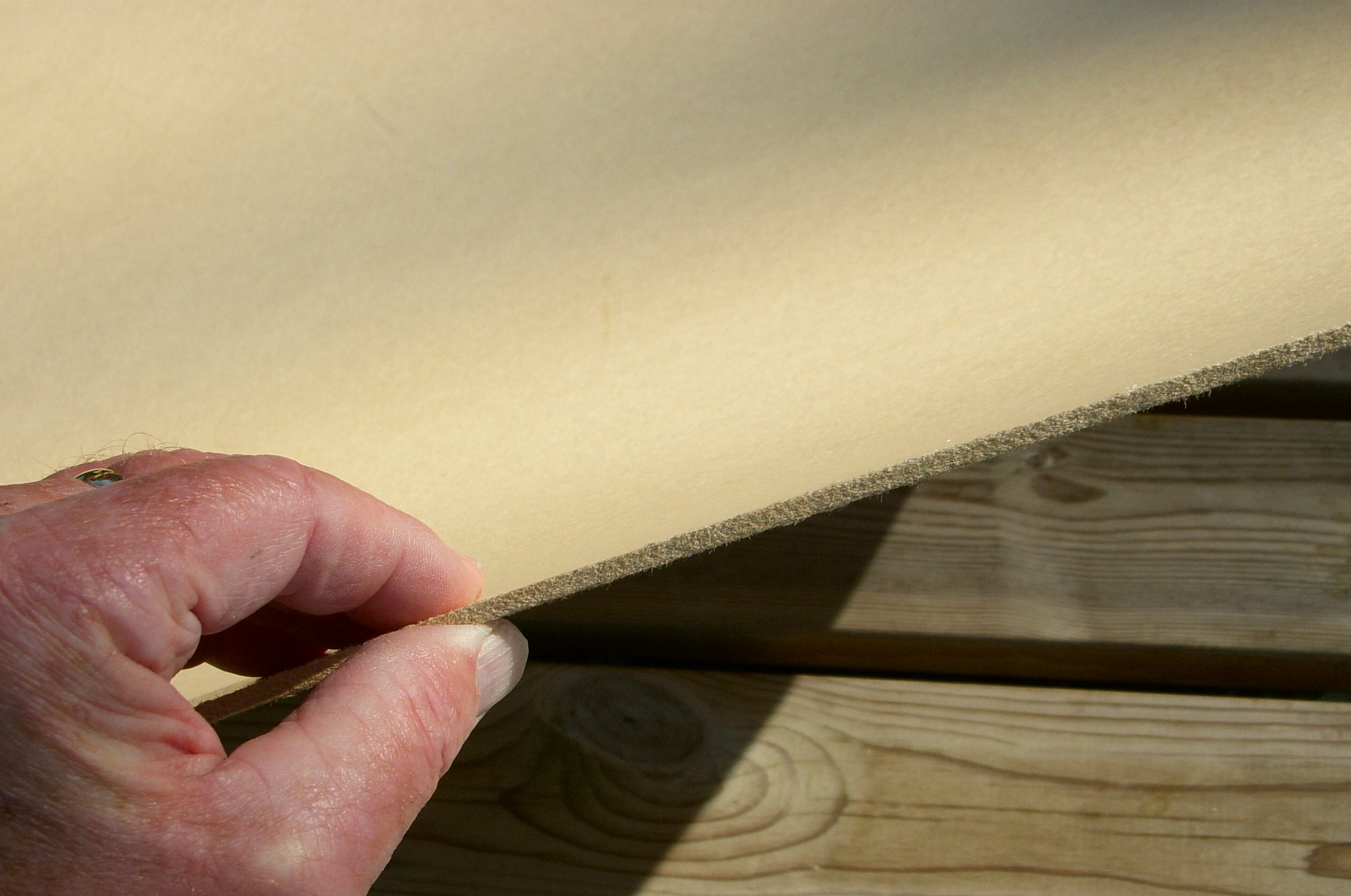
Pannello di masonite dello spessore di 3,4 mm

Masonite è il nome di un materiale composto da fibre di legno pressate, con il quale vengono costruiti gli omonimi pannelli. Il processo di fabbricazione è stato inventato e brevettato nel 1924 dall'ingegnere W. H. Mason, da cui il materiale prende il nome. Prodotti simili alla masonite sono conosciuti anche con altri nomi, come faesite, isorel, treetex, ecc.

## Storia
La masonite fu inventata nel 1924 a Laurel (Mississippi), da William H. Mason, collaboratore di Thomas Edison. La produzione di massa iniziò nel 1929, con l'utilizzo in edilizia, mobili e imbarcazioni.
In Italia nel 1936, a causa di un embargo internazionale che vietava anche l'importazione di legname, ebbe inizio la produzione di un materiale sostanzialmente uguale alla masonite chiamato faesite (dal nome della frazione Faé di Longarone dove veniva prodotto). Questo materiale era ottenuto dalla lavorazione di scarti dell'industria del legname, allora ancora fiorente nella valle in cui scorre il Piave, sopperendo così alla mancanza della materia prima.
Nel 1972 la Masonite Corporation entra nel settore serramenti e viene acquisita nel 2001 dal costruttore di porte Premdor Corporation, tramite la sua ex casa madre International Paper.

## Produzione

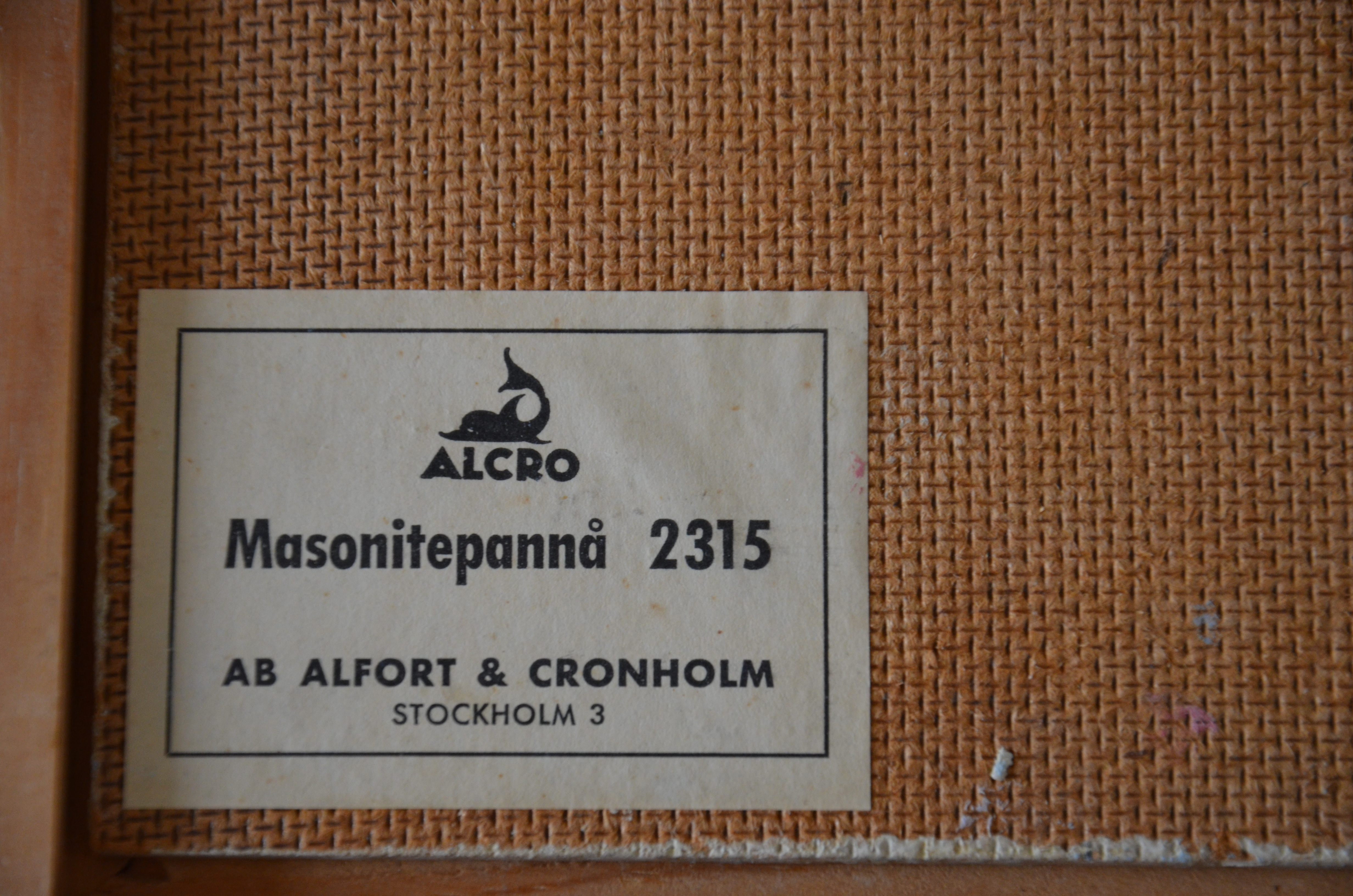
Retro di una tavola di masonite

La masonite è fabbricata con il metodo di Mason, dove del legno precedentemente truciolato viene disintegrato con la saturazione a vapore acqueo a circa 700 kPa di pressione; poi la pressione viene ulteriormente innalzata con aria o vapore a circa 2800 kPa e le fibre, infine, vengono spruzzate tramite un ugello su uno schermo a pressione atmosferica. Le fibre vengono poi formate mediante presse con stampi caldi, creando tavole con una superficie levigata. La lignina, presente naturalmente nel legno, serve per legare le fibre senza l'uso di adesivi aggiunti. Le lunghe fibre danno alla masonite un'alta resistenza alla piegatura e alla trazione, conferiscono inoltre densità elevata e stabilità. A differenza di altri pannelli in legno composito, per legare le fibre di masonite non vengono utilizzate resine a base di formaldeide.

## Utilizzo
Per le sue caratteristiche di elevata densità, resistenza ed economicità, la masonite viene ampiamente usata per diversi scopi e nella produzione di vari oggetti.

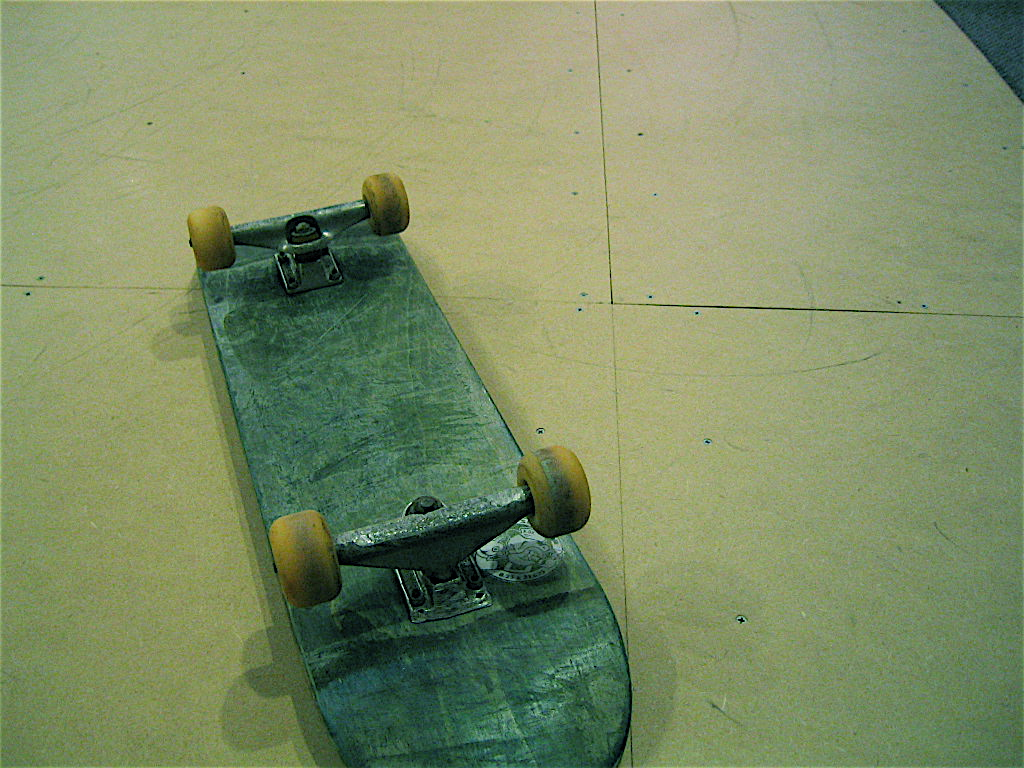
Skateboard appoggiato su rampa ricoperta con Masonite

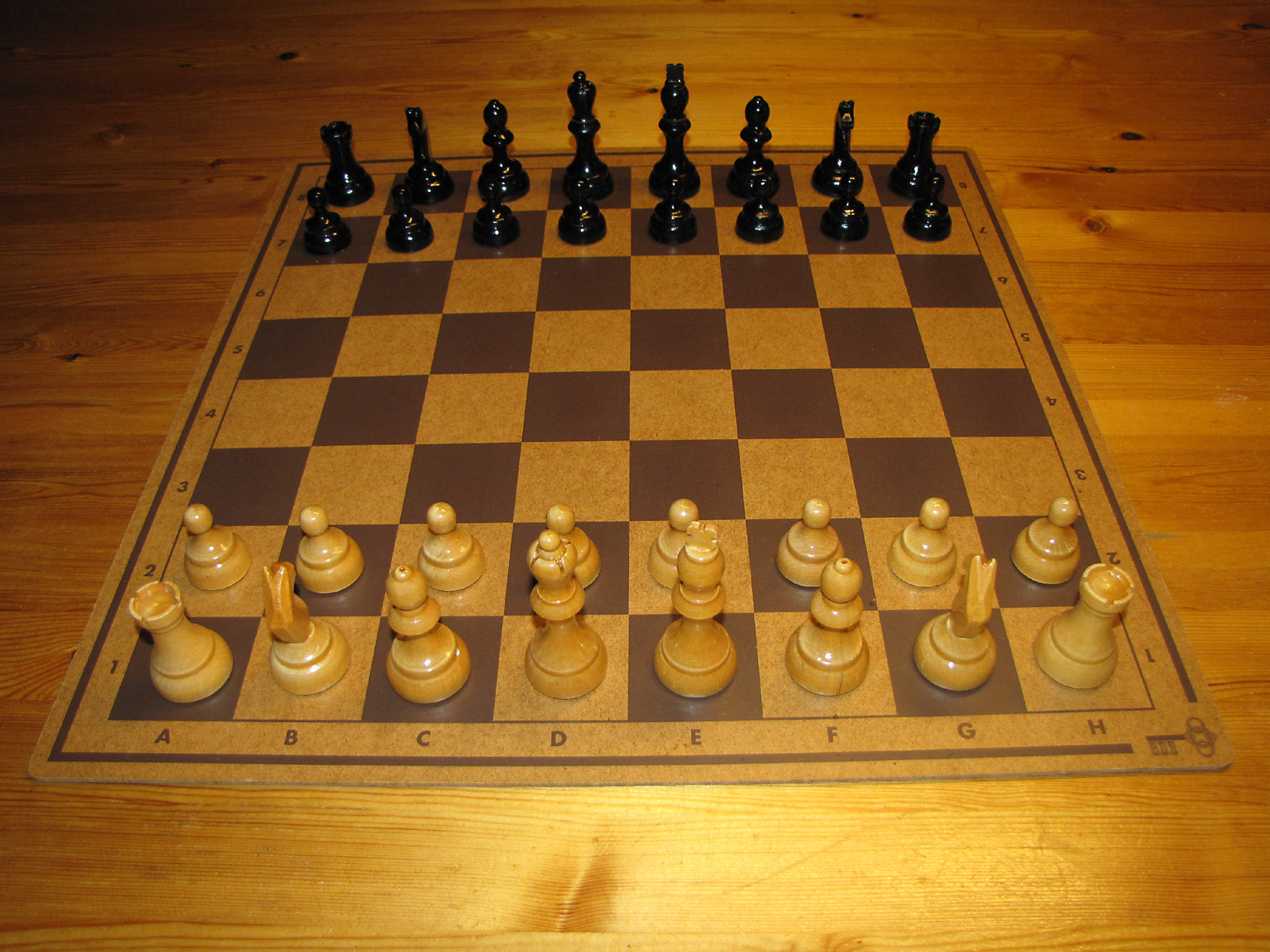
Una scacchiera in Masonite.

Sono fatti in masonite i tavoli da ping pong, le rampe per skateboard e le finiture per scene in teatro. Data l'alta resistenza della masonite e l'economicità, i traslocatori ne fanno ampio uso e viene anche largamente usata in architettura e edilizia. È usata anche nel settore delle calzature per la produzione di tacchi.
Al di fuori della sua destinazione d'uso originaria diversi artisti l'hanno utilizzata come supporto per i loro dipinti (p.e. Mirò ) e talvolta come non convenzionale sostituto del legno per matrici di stampa simili a quelle xilografiche.
Data la presenza di idrogeno nella fibra di legno e quindi la capacità di rallentare i neutroni, la masonite fu utilizzata come schermo biologico nel primo reattore nucleare per la produzione di plutonio, alternando strati di masonite e piastre d'acciaio.

## Deterioramento
La masonite si gonfia e marcisce nel tempo quando viene esposta agli agenti atmosferici. Nel 1996 la International Paper perse una class action promossa da utilizzatori di rivestimenti esterni in masonite per abitazioni.